# 24. poprawka do Konstytucji Stanów Zjednoczonych
24. poprawka do Konstytucji Stanów Zjednoczonych – poprawka znosząca podatek wyborczy w wyborach federalnych. Weszła w życie 23 stycznia 1964 roku.

## Treść
Section 1. The right of citizens of the United States to vote in any primary or other election for President or Vice President, for electors for President or Vice President, or for Senator or Representative in Congress, shall not be denied or abridged by the United States or any State by reason of failure to pay any poll tax or other tax. 
Section 2. The Congress shall have power to enforce this article by appropriate legislation.

co można przetłumaczyć jako

Dział 1. Stany Zjednoczone ani poszczególny stan nie mogą ze względu na niezapłacenie podatku wyborczego lub innego pozbawiać lub ograniczać praw wyborczych obywateli Stanów Zjednoczonych przy prawyborach lub innych formach wyboru prezydenta lub wiceprezydenta, przy wyborze elektorów prezydenta lub wiceprezydenta albo przy wyborze senatorów lub reprezentantów do Kongresu
Dział 2. Kongres uprawniony jest zapewnić przez odpowiednie ustawodawstwo wykonanie niniejszego artykułu.

W chwili przyjęcia Poprawki podatki takie obowiązywały w 5 stanach (Alabama, Arkansas, Missisipi, Teksas i Wirginia). Poprawka wprowadzając zakaz podatku w wyborach federalnych milczy o jego dopuszczalności w wyborach miejscowych. W 1966 Sąd Najwyższy USA w sprawie Harper przeciw Virginia State Board of Elections uznał uzależnienie praw wyborczych od płacenia podatków za naruszenie równości praw zapewnianych przez drugie zdanie § 1 14 Poprawki: Żaden stan nie może wydawać ani stosować ustaw, które by ograniczały prawa i wolności obywateli Stanów Zjednoczonych.